# Savoraïm
Les savoraïm ou rabbanan savoraeï (judéo-araméen: סבוראים « raisonneurs ») sont les Sages babyloniens de la période faisant immédiatement suite à celle des amoraïm (docteurs du Talmud).
Selon l’interprétation traditionnelle, les savoraïm, ne disposant plus de la liberté de promulguer la Loi par interprétation directe de la Mishna comme leurs prédécesseurs, auraient expliqué les raisonnements sous-jacents à leurs décisions. Les travaux de David Weiss-Halivni ont cependant suggéré que ces docteurs, dénommés par lui stammaïm, auraient joué un rôle bien plus important dans l’édition du Talmud de Babylone sous sa forme actuelle.

## Sources
- (en) Cet article est partiellement ou en totalité issu de l’article de Wikipédia en anglais intitulé « savora » (voir la liste des auteurs).
- (en) « Saboraim », sur jewishencyclopedia.com